# Britta Holthaus
Pour les articles homonymes, voir Holthaus.
Britta Holthaus, née le 25 janvier 1979, est une rameuse allemande. Elle compétitionne dans l'épreuve féminine d'aviron lors des Jeux olympiques d'été de 2004 à Athènes en Grèce.
Lors des Championnats du monde d'aviron 2003, elle remporte l'or dans l'épreuve féminine à 8 à Milan en Italie.